# Taskmaster
Taskmaster, il cui vero nome è Anthony "Tony" Masters, è un personaggio dei fumetti, creato da David Michelinie (testi) e George Pérez (disegni) pubblicato dalla Marvel Comics. La sua prima apparizione avviene in The Avengers (vol. 1) n. 195 (maggio 1980). Utilizzato come antagonista principale di supereroi come Ant-Man, l'Uomo Ragno o Capitan America, Taskmaster è inoltre conosciuto per essere il nemico e alleato occasionale dell'antieroe Deadpool. Ha anche coltivato nel corso degli anni una profonda amicizia con supercriminali come Black Ant.
Supercriminale mercenario frequentemente dipinto anche come antieroe, Taskmaster è dotato dell'abilità superumana di duplicare perfettamente i movimenti di chiunque, a prescindere dalla difficoltà, dopo averli visti anche solo una volta; motivo per il quale è stato spesso assoldato in qualità di addestratore da varie organizzazioni supercriminali, dal governo statunitense e perfino dallo S.H.I.E.L.D., del quale è in realtà un agente dormiente infiltrato nel sottobosco criminale globale.

## Biografia del personaggio

### Origini
Nato nel Bronx, New York, e cresciuto da una madre single, Tony Masters (sebbene molti sostengano non sia il suo vero nome) ha alle spalle un'esistenza nebulosa da cui si evincono con certezza solo pochi dettagli: da bambino ha rischiato l'annegamento rimanendo tanto traumatizzato da sviluppare per anni l'idrofobia, è stato in seguito il miglior quarterback mai avuto dalla squadra di football americano del suo liceo ma, dopo il diploma, anziché perseguire una carriera sportiva, si è unito allo S.H.I.E.L.D. divenendone uno dei migliori agenti proprio grazie alle sue capacità fisiche di livello olimpico. Nel corso delle missioni svolte per l'organizzazione, conosce e si innamora della collega Mercedes Merced, che diviene sua moglie.
Anni dopo, svolge una missione in Bolivia per eliminare il geniale ex-Hauptsturmführer Horst Gorscht, intento a replicare il siero del supersoldato lavorando su un elaborato super-cortisolo capace di sbloccare il 100% della memoria procedurale umana, Tony, a missione compiuta, si inietta l'ultima dose esistente di tale sostanza al fine di servirsene per svolgere in modo migliore gli incarichi affidatigli. Il siero gli permette di sviluppare i "riflessi fotografici", ovvero l'abilità di imitare (e perfino prevedere) perfettamente i movimenti di chiunque a prescindere dal grado di difficoltà; in tal modo, semplicemente guardando video delle loro imprese, apprende gli stili di combattimento di Capitan America, Pantera Nera, Devil, Elektra, il Punitore, Tigra, l'Uomo Ragno e Wolverine, nonché il talento d'arciere di Occhio di Falco o quello di spadaccino del Cavaliere Nero. L'effetto collaterale del siero è tuttavia che il suo cervello, dando importanza primaria alle memorie fisico-muscolari, per farvi spazio cancelli automaticamente altri ricordi portandolo a uno stato confusionale tale da dimenticare il suo vero nome, l'identità della moglie e dichiarare sovente che tali poteri siano una speciale memoria eidetica posseduta fin dalla nascita. È però cosciente dei suoi problemi mnemonici e di non riuscire a ricordare visi, nomi o discorsi per più di una settimana.
Sicuro che tutti i più grandi nemici dello S.H.I.E.L.D. si combatterebbero i suoi servigi, Fury gli assegna il compito di infiltrarsi nella comunità criminale e supercriminale di tutto il mondo come mercenario venendo affiancato, nello svolgimento di tale incarico, da Mercedes, desiderosa di rimanergli accanto seppure questi non la ricordi più e la consideri solo il suo supervisore: Org.
Rimasto affascinato dall'immagine della Santa Muerte durante una missione in Messico, se ne ispira per creare la maschera e il costume con cui, in seguito, diviene famoso come Taskmaster.

### Taskmaster
Con il passare degli anni, Taskmaster, oltre ad acquisire numerosi altri stili di combattimento e perfino crearne di propri, diviene una figura leggendaria nel mondo del crimine venendo assunto costantemente come addestratore di task force criminali, aspiranti supercriminali e, spesso, anche alcuni gruppi governativi tale è la sua reputazione di competenza e professionalità. Sempre grazie alle sue abilità, viene frequentemente assoldato anche per impersonare altri superumani. Raccolti abbastanza fondi apre un'accademia criminale a Brooklyn, New York, dove addestra personalmente (a pagamento) supercriminali neofiti, aspiranti mercenari o comuni scagnozzi; tra i suoi allievi più illustri figurano: Brock Rumlow (Crossbones), Danny Leighton (Tagliagole), Markus Ettlinger (Capitan Germania), Rachel Leighton (Diamante), Nathan Lemon (Spymaster), Jessica Drew (Donna Ragno) e Nijo Minamiyori (Agente X). Il corpo docenti dell'istituto, oltre che dallo stesso Taskmaster, è composto da supercriminali professionisti; Anaconda, ad esempio, è stata a lungo l'istruttrice di callistenia.
La fama dell'accademia si espande fino al punto da portare alla fondazione di decine di istituti analoghi su tutto il territorio degli Stati Uniti senza che nessuno sospettasse né della loro esistenza né di quella di Taskmaster, almeno finché il preside della sede di Brooklyn non attira l'attenzione dei Vendicatori compromettendo la sua copertura e portando Taskmaster a intervenire in prima persona sconfiggendo facilmente Calabrone, Wasp e Ant-Man, giunti a indagare sulla struttura. In seguito tiene testa al resto dei Vendicatori accorsi in loro soccorso e si trova in difficoltà solo nel momento in cui gli si para innanzi Jocasta, la cui natura robotica gli rende difficile prevederne i movimenti costringendolo dunque alla fuga.
Successivamente si stabilisce a Manhattan affrontando Ant-Man, prima assieme all'Uomo Ragno e poi assieme a Occhio di Falco, riuscendo a fuggire in ognuna delle due occasioni. Assoldato poi dall'Abate Nero per addestrare i suoi uomini, Taskmaster si scontra nuovamente con l'Uomo Ragno e con Nomad fuggendo non appena i suoi studenti vengono sconfitti.
Stabilita la nuova base delle sue attività all'interno di un circo itinerante, durante una tappa in una piccola cittadina dell'Ohio alcuni agenti governativi assalgono la struttura e lo prendono in custodia. Le circostanze sospette in cui avviene il suo arresto sono in seguito chiarite come un accordo precedentemente stretto con Teschio Rosso che, infiltratosi alla Casa Bianca nella Commissione per le Attività Superumane con l'alias di "Mr. Smith", assolda Taskmaster per addestrare il nuovo Capitan America, John Walker (U.S. Agent), a utilizzare lo scudo dell'originale, per poi lasciarlo libero.
Tornato a Brooklyn si stabilisce in un cimitero abbandonato e, assieme a Lapide, partecipa a una gara sponsorizzata dalla Mano per vedere chi tra i due sarebbe riuscito a uccidere per primo Devil e il Punitore. Taskmaster viene poi assunto da una setta di fanatici religiosi avversa ai Vendicatori per impersonare Capitan America e condurre il gruppo in una trappola, tuttavia viene scoperto da Warbird, Ant-Man, Silverclaw e Capitan Marvel, che lo costringono alla fuga. Contemporaneamente, molte delle sue accademie vengono scoperte, e di conseguenza chiuse, dai supereroi, cosa che lo costringe a svolgere nuovamente delle missioni come mercenario unendosi all'Agenzia X per racimolare nuovi fondi; tale attività lo porta a venire assoldato dal Comitato per assassinare Marc Spector (Moon Knight), sebbene la sua aggressione fallisca e sproni quest'ultimo a rivestire i panni supereroistici da poco abbandonati.

### Civil War

Taskmaster contro Deadpool, disegni di Patrick Zircher

Durante la guerra civile dei superumani, Taskmaster riceve un'amnistia temporanea dal governo e viene reclutato nei Thunderbolts con l'incarico di catturare i Vendicatori Segreti di Capitan America; nella battaglia finale tenta di uccidere la Donna invisibile sparandole alle spalle, ma Mister Fantastic le fa da scudo col suo corpo ed essa, alla vista del marito ferito, si infuria colpendo Taskmaster con un campo di forza di tale potenza da fargli perdere i sensi. Conclusasi la guerra civile, viene arrestato e imprigionato nella Zona negativa.
Tempo dopo viene fatto evadere dall'amico-nemico Deadpool (unico al mondo di cui non è in grado di prevedere i movimenti a causa delle sue psicosi) che gli chiede in cambio di scontrarsi con lui di fronte a alcuni appaltatori di servizi mercenari di modo da guadagnarsi la loro stima, obbiettivo che non riesce a conseguire pur vincendo. Convinto che Taskmaster lo abbia lasciato vincere, Deadpool lo ringrazia ma questi lo rassicura dicendogli che ha vinto solo grazie alle sue capacità e che ciò che gli manca non è il talento bensì la professionalità.
Taskmaster riceve in seguito l'indulto presidenziale per aver aiutato a testare le misure di sicurezza del nuovo Helicarrier dello S.H.I.E.L.D.; in seguito, la direttrice Maria Hill trova però un suo messaggio sullo specchio del proprio bagno privato lasciato per dimostrarle che, se solo lo volesse, irrompere nello S.H.I.E.L.D. non gli sarebbe affatto difficile.
Dopo essere stato brevemente impiegato a Camp Hammond in qualità di istruttore delle giovani reclute aderenti all'Iniziativa dei 50 Stati, Taskmaster torna all'attività di mercenario lavorando per il logorroico amico Deadpool, che aiuta a sconfiggere i nuovi Thunderbolts regolando così un conto in sospeso tra quest'ultimo e Norman Osborn.

### Dark Reign

Da sinistra: Taskmaster, Iron Patriot e Hood, disegni di Matteo De Longis

Durante il regno oscuro di Osborn, questi assolda Taskmaster per addestrare supercriminali a comportarsi come eroi a cominciare da Penance. Sotto gli ordini di Osborn, Taskmaster si occupa inoltre di reprimere l'evasione di Blastaar dalla Zona negativa e di sparare in testa a Night Thrasher facendolo catturare; motivi per i quali, nel momento in cui Namor e Emma Frost lasciano la Cabala, Osborn gli offre di prendervi parte mandando su tutte le furie il Dottor Destino, che abbandona il gruppo mandando Taskmaster all'ospedale. Nonostante tale incidente lo porti a rivalutare l'alleanza con Osborn, Taskmaster è costretto da quest'ultimo a prendere parte al suo folle piano di attaccare Asgard misurandosi con Thor, il Capitan America originale e il Nuovo Capitano, venendo infine sconfitto da questi ultimi. Infine, rendendosi conto che Osborn è a un passo dalla sconfitta, abbandona sprezzantemente le sue dipendenze e, assieme al Costrittore, fugge in Giappone iniziando a lavorare per la Yakuza.
Qualche tempo dopo viene messa una taglia di un miliardo di dollari sulla sua testa da qualcuno che dichiara di essere Org, cosa che porta l'A.I.M., l'HYDRA, l'Impero Segreto e vari altri gruppi a tentare di catturarlo per incassare il bottino. Saputo della cosa la vera Org, Mercedes Merced, lo avvicina in un bar in Messico dove egli si reca di frequente ed essa ha un lavoro di copertura come cameriera; fingendo di non conoscerlo assiste a un suo scontro con alcuni cacciatori di taglie e si offre di aiutarlo a risolvere il mistero della sua memoria per capire chi realmente lo voglia morto. Il viaggio dei due li porta in Bolivia a una ricostruzione del castello di Wewelsburg dove Taskmaster ricorda: il suo vero nome, le sue vere origini (avvenute in quel luogo) e la voce di Mercedes. Sospettando che essa abbia tramato contro di lui, Taskmaster minaccia di ucciderla ma la donna gli rivela di essere sua moglie nella speranza che recuperi anche tale ricordo, cosa che accade. Il ricongiungimento tra i due ha però breve durata poiché in seguito sono attaccati dallo über-umano Red Shirt (vero responsabile della taglia) e, al termine dello scontro, pur riuscendo a eliminare sia lui sia i suoi uomini, Taskmaster acquisisce le informazioni sui loro stili di combattimento perdendo nuovamente la memoria, cosa che riporta lui e Mercedes al precedente status quo.
La cadetta dell'Accademia dei Vendicatori Jeanne Foucault (Finesse), cresciuta da una coppia di truffatori e convinta che Taskmaster sia il suo padre biologico in quanto dotata di poteri analoghi, lo contatta affinché possa confermare o smentire. Commosso dal gesto della ragazzina, Taskmaster le rivela che, a causa dai suoi problemi mnemonici, non può esserne certo ma le chiede di affrontarlo affinché possa memorizzare i suoi movimenti e, in qualche modo, ricordarsi di lei.

### Fear Itself
Durante il periodo della paura, Taskmaster si trova in Canada e unisce le forze con Alpha Flight per combattere il Partito dell'Unità. Scongiurato il periodo di crisi, i Signori del male lo assoldano al fine di sottrarre la Corona dei Lupi al Concilio dell'Ombra, tuttavia questi decide all'ultimo momento di tenere per sé l'artefatto e alzare il prezzo, cosa che dà ai Vendicatori Segreti il tempo di localizzarlo portando a uno scontro in cui Taskmaster, ferito mortalmente, diviene l'Avatar dell'Abisso fondendosi all'artefatto da cui però, viene separato grazie all'intervento di Venom e Ant-Man (Eric O'Grady) ristabilendosi completamente dalle sue ferite.
Soccorso da Nick Fury Jr. in seguito a una missione andata male in Bagalia, Taskmaster accetta di sdebitarsi infiltrandosi per conto dei Vendicatori Segreti nel Concilio Supremo dell'A.I.M. assieme a Mimo che, nel momento in cui l'A.I.M. scopre il suo doppiogiochismo, si offre di ucciderlo sparandogli a bruciapelo ma mancando di proposito ogni punto vitale di modo che questi riesca a sopravvivere e a fuggire non appena lei e l'A.I.M. abbandonano la scena.
Taskmaster utilizza poi la Hench App del Power Broker per attaccare una delle sue nemesi principali, il secondo Ant-Man, tenendolo occupato per conto di Darren Cross; intento in cui riesce.

## Poteri e abilità
Già da prima di iniettarsi la versione del siero del supersoldato di Horst Gorsch, Taskmaster era un atleta di livello olimpico dotato, oltre che di una immensa esperienza nel combattimento corpo a corpo, anche di enorme forza fisica, elevata agilità, una fine intelligenza e straordinarie doti strategiche. Avendo servito per anni nello S.H.I.E.L.D., è inoltre una spia tanto abile da portare a termine con successo una missione d'infiltrazione sfuggendo perfino allo sguardo di Maria Hill, nonché esperto nell'uso delle armi da fuoco e come pilota.
L'assunzione del siero ha dotato Taskmaster dei "riflessi fotografici" (Photographic Reflexes), rendendolo uno degli uomini più pericolosi del mondo poiché capace di imitare perfettamente i movimenti di chiunque, a prescindere dalla difficoltà, vedendoli anche solo una volta; ciò gli conferisce: le superbe capacità combattive di Devil, Elektra, Pugno d'Acciaio o Shang-Chi; le straordinarie doti ginnico-coordinative di Vedova Nera, Tigra o Pantera Nera; l'abilità da schermidore di Cavaliere Nero, Silver Samurai e Spadaccino; il talento d'arciere di Occhio di Falco; la maestria balistica e da tiratore scelto del Punitore; e perfino stili di combattimento specifici come quello acrobatico dell'Uomo Ragno, quello bestiale di Wolverine e la tecnica con lo scudo di Capitan America. Una volta che Taskmaster memorizza i movimenti di qualcuno, è anche in grado di prevederne gli attacchi, unica eccezione a ciò è Deadpool a causa della sua personalità psicotica per natura imprevedibile. Tali abilità di mimica non si limitano al corpo ma anche alla voce, rendendolo capace di imitare (o impersonare) chiunque voglia; per lo stesso motivo la sua velocità d'apprendimento linguistica è pressoché immediata, sebbene possa memorizzare un massimo di otto lingue, dopodiché, per impararne una nuova ne dimentica una vecchia. Il limite principale dei suoi poteri è che pur potendo imitare i movimenti dei superumani, le sue capacità fisiche rimangono nei limiti umani, sebbene possa effettivamente sviluppare una limitata supervelocità imitando i movimenti dei video velocizzati, procedimento che lo lascia visibilmente provato.
L'effetto collaterale dei poteri di Taskmaster è tuttavia che il suo cervello, dando importanza primaria alla memoria procedurale, per farvi spazio cancelli automaticamente i ricordi legati alla sua identità o a esperienze personali costringendolo a vivere una costante amnesia.
Per potersi servire al meglio delle abilità memorizzate, Taskmaster porta sempre con sé un vasto arsenale delle più disparate tipologie d'armi, generalmente composto da: una spada, una replica dello scudo di Capitan America col simbolo "T", una faretra da almeno 30 frecce, un arco, vari manganelli, un lazo, dei nunchaku, innumerevoli dardi e molteplici armi da fuoco. Occasionalmente si è servito anche di un dispositivo dello S.H.I.E.L.D. capace di creare armi di energia solida, tuttavia predilige le armi tradizionali.

## Org
Org, il cui vero nome è Mercedes Merced-Masters esordisce per opera di Jefte Palo (storia) e Fred Van Lente (disegni) su Taskmaster (vol. 2) n. 1 (novembre 2010).

### Biografia del personaggio
Entrata nello S.H.I.E.L.D. poco dopo la fine del liceo insieme al suo migliore amico, Derek Khanata, durante l'addestramento Mercedes conosce Tony Masters, assegnatole poi come partner sul campo. Inizialmente, pur subendone il fascino, lo considera vanitoso e insopportabile ma, col tempo, inizia con lui un'intensa storia d'amore che li porta al matrimonio. Dopo la missione in Bolivia in cui Tony assume il siero di Gorscht, iniziando di conseguenza a perdere i ricordi specifici in favore della memoria procedurale, diviene incapace di riconoscere Mercedes che, tuttavia, volendo rimanergli vicina, nel momento in cui Fury gli assegna la missione d'infiltrazione nel sottobosco criminale globale, essa ne diviene il supervisore col nome in codice di "Org" e il compito di guidarlo attraverso la sua perdita di memoria poiché svolga correttamente il suo incarico.
Come Org, la donna agisce nell'ombra fingendosi una misteriosa e quasi onnisciente rete di intelligence criminale e comunica con il marito solo attraverso messaggi vocali, il cosiddetto Hub: la voce dell'Org. Essa mantiene in piedi tale facciata anche dopo che Norman Osborn fonda l'H.A.M.M.E.R., tuttavia, quando viene messa una taglia di 1 000 000 000 di dollari su Taskmaster da qualcuno che si passa per lei, esce allo scoperto fingendosi una cameriera coinvolta per caso in tale storia di spionaggio e accompagnando l'immemore marito in un viaggio che lo porta a riacquistare progressivamente la memoria. Dopo tanti anni, Mercedes e Tony hanno dunque un breve ricongiungimento che termina non appena egli, per sconfiggere il vero responsabile della taglia, ne acquisisce i movimenti perdendo nuovamente i ricordi, cosa che riporta lui e Mercedes al precedente status quo.

## Altre versioni

### Age of Ultron
Nella realtà alternativa di Age of Ultron, Taskmaster aiuta l'Hulk Rosso ad affrontare le sentinelle di Ultron ma, al termine dello scontro l'alleato, non fidandosi di lui, lo uccide.

### Avataars: Patto dello Scudo
Nella miniserie Avataars, in cui l'universo Marvel è reinterpretato in chiave fantasy, è un assassino prezzolato di nome Deathmaster.

### House of M
Nella realtà di House of M, Taskmaster è un membro della squadra d'azione speciale nota come Fratellanza e, servendosi dei suoi poteri, si finge un mutante in quanto gli umani (anche quelli con poteri) sono trattati come cittadini di seconda classe. il suo inganno viene però smascherato dopo essere stato battuto da Luke Cage per vendicare l'omicidio di Tigra.

### Marvel Scimmie
Nell'universo Marvel Scimmie, compare una versione primate di Taskmaster.

### Marvel Universe Millennial Visions 2001
Nella miniserie Marvel Universe Millennial Visions 2001, dove Occhio di Falco si prodiga per portare i supercriminali alla redenzione, Taskmaster viene costretto a unirsi ai Thunderbolts tramite l'ipnosi.

### Marvel Universe Vs. The Punisher
In Marvel Universe Vs. The Punisher, Taskmaster è una delle molte vittime della piaga cannibale che decima la popolazione mondiale.

### MAX
Nelle serie Marvel MAX Deadpool MAX, compare una versione femminile di Taskmasterc nelle vesti di un'autoritaria e leggendaria mercenaria a tratti psicopatica che ha fatto da figura a materna a Deadpool dopo averlo rapito in giovane età.

### Ultimate
Nell'universo Ultimate Taskmaster è un supercriminale mercenario afroamericano dotato della capacità di assorbire e riemettere qualsiasi forma di energia. Assoldato dalla Rxxon Corporation per catturare Cloak e Dagger, si scontra con Spider-Man, Spider-Woman e Bombshell per poi venire sconfitto dai New Ultimates.

### Ultraverse
Nella miniserie Malibu Comics Siren e in tutti i suoi spin-off, Taskmaster compare come personaggio di supporto.

### Vendicatori/JLA
Nel crossover Vendicatori/JLA, Taskmaster è uno dei supercriminali che affrontano Batman, Pantera Nera, Vedova Nera e Cacciatrice nella battaglia finale con Krona.

### What If?
In uno scenario autoconclusivo della serie fuori continuity What If?, che ipotizza cosa sarebbe successo se Capitan America avesse abbandonato permanentemente il suo ruolo, Taskmaster addestra Super-Patriot e vari Bucky perché lo rimpiazzino.

## Altri media

### Cinema

#### Marvel Cinematic Universe

Antonia Dreykov, alias Taskmaster, interpretata da Olga Kurylenko in Black Widow (2021)

Taskmaster compare all'interno del Marvel Cinematic Universe (MCU), interpretato dall'attrice modella Olga Kurylenko e doppiata da Emma Grasso. In questa serie cinematografica, come nei fumetti, dispone di varianti dello scudo di Captain America, dell'arco di Occhio di Falco e della spada di Ronin. In aggiunta, il personaggio vanta anche le armi da fuoco come la Vedova Nera e il Soldato d'Inverno, gli artigli della Pantera Nera e una corda che fuoriesce dal polso che ricorda come le tessi-ragnatele di Spider-Man. Taskmaster viene mostrato in una versione femminile in cui si chiama Antonia Dreykov, ed è la figlia dello spietato e corrotto capo della Stanza Rossa, il generale Dreykov.
- Il personaggio viene occasionalmente menzionato da Loki nel film The Avengers (2012), quando il Dio dell'Inganno asgardiano ha appreso del passato di Natasha Romanoff quando ha affascinato il suo collega ipnotizzato dalla Gemme della Mente, Clint Barton. Durante il suo interrogatorio, Loki ha risposto alla dichiarazione di Natasha di voler cancellare la sua "nota rossa", dicendole che poteva annullare per sempre quello che era successo alla "figlia di Dreykov".
- Taskmaster compare per la prima volta come antagonista secondaria nel film Black Widow (2021).[70] Il personaggio è una misteriosa figura mascherata addestrata nella Stanza Rossa. Studia lo stile di combattimento dei suoi avversari per imitarli e usarli contro di loro; le sue tecniche ricordano quelli di altri supereroi. Antonia è rimasta orribilmente sfigurata in un attentato orchestrato da Natasha Romanoff e Clint Barton per uccidere il Generale Dreykov nel quale lei divenne una vittima collaterale. In seguito a ciò, il padre le impiantò un microchip con cui controllarla e usarla come sicario, finché Natasha non la libera disattivando il chip, durante il loro ultimo scontro.
- In Thunderbolts* (2025), Taskmaster fa una brevissima apparizione prima di venire assassinata da Ghost, come vittima di un piano pluriomicida ordito da Valentina Allegra de Fontaine.

#### Animazione
- Taskmaster compare nel film d'animazione Avengers Confidential: La Vedova Nera & Punisher (2014).
- Taskmaster compare come antagonista secondario nel film d'animazione Iron Man & Captain America: Heroes United (2014).

### Televisione
- Taskmaster è un antagonista ricorrente delle serie animate Ultimate Spider-Man e Avengers Assemble.
- Taskmaster compare nell'anime Disk Wars: Avengers.

### Videogiochi
- Taskmaster appare come personaggio giocabile in Marvel vs. Capcom 3: Fate of Two Worlds[71].
- Taskmaster appare come personaggio giocabile in Ultimate Marvel vs. Capcom 3.
- Taskmaster appare come personaggio giocabile in Marvel: Avengers Alliance.
- Taskmaster appare come personaggio giocabile in Marvel: Avengers Alliance Tactics.
- Taskmaster appare in Avengers Initiative.
- Taskmaster appare come personaggio giocabile in Marvel Heroes.
- Taskmaster appare come personaggio giocabile in LEGO Marvel Super Heroes.
- Taskmaster appare come personaggio giocabile inMarvel: Sfida dei campioni.
- Taskmaster appare in Marvel Avengers Academy.
- Taskmaster appare come personaggio giocabile in LEGO Marvel's Avengers.
- Taskmaster appare come personaggio giocabile in LEGO Marvel Super Heroes 2.
- Taskmaster appare in Fortnite Battle Royale all'interno del pacchetto Marvel: Regalità e Guerrieri.
- Taskmaster appare in Spider-Man.